# Pristimantis cruentus
Pristimantis cruentus es una especie de anfibio anuro de la familia Craugastoridae.
Se distribuyen desde Costa Rica hasta Colombia, tiene su hábitat natural en las montañas y ríos subtropicales y tropicales.
Está amenazada por la pérdida de su hábitat natural.